# 何厝庄福德祠
24°09′49″N 120°39′27″E / 24.163726°N 120.657425°E
何厝庄福德祠，是位於臺灣臺中市西屯區何厝里的土地祠，為當地的信仰中心，廟地卻被列為臺中市第四期市地重劃區抵費地，導致曾面臨拆除危機。

## 宗教意義
何厝庄福德祠是何厝庄的何厝里、何明里、何南里、何成里、何安里、何仁里、何德里、何福里、何源里等九個里的信仰中心，為該地最老的土地祠。信徒稱此土地神為「老伯公」。與何德里福德祠、何厝庄福夀宮、何厝六巷的何厝里福德祠、何明里福德祠、何南里福德祠等為萬和宮老二媽西屯省親遶境回程的經過的廟宇之一。

## 問題緣由
《臺中市公園綠地園道及行道樹管理自治條例》原先規定土地公廟與百姓公廟若配合公共設施遷建，里內又無適當的私有土地可供遷建者，可於公園重建，後來修正後增列里內無土地公廟且無土地設置者也可申請。像新廟何仁里福德宮就依此法在西屯的甘肅公園內建立。因內政部不同意備查，公園可建廟的爭議條文遂被刪除，之後市府遇到資金不足、無法申請在重劃區原地保留的廟宇，就把該廟地劃為抵費地，認為一般民眾應該不會競標，再請廟方募集資金投標，以徹底解決土地合法性問題。可是，當何厝庄福德祠廟地被劃為臺中市第四期市地重劃區的抵費地時，居民卻不諳法令及行政程序，未及時購地、取得用地。

## 面臨拆除
2014年初，監察院審計處行文臺中市政府，命令市府對何厝庄福德祠所在的中義段333地號進行拍賣，此舉引發信徒恐慌。加上市府不再提供公園、綠園道公有地遷建廟，解決土地所有權及購地成為該些廟宇信徒的難題。同年6月29日，臺中市政府地政局局長曾國鈞表示，臺中4期重劃區抵費地共有20多公頃，經多次標售之後，這次只剩下西屯、總面積417.87平方公尺的中義段333地號土地尚未標出。該地號標售出去後，地方在2016年底成立自救會，群起向市議員陳淑華陳情以拯救何厝庄福德祠，短短幾日內就多達1500人連署。對這類問題，廟方即使想購租土地來合法登記、立案，仍依然會卡在地目認定，像之前立委盧秀燕就幫曾幫北屯四民里集福祠購買廟地。

## 獲得保留
陳淑華則是邀請地政局長張治祥、廟方前主委何茂進、現任主委鍾福立及多位里長，對廟地得標人花半年時間協調，讓得標人願意解除高達新台幣兩千萬的購地合約。於是地政局接受請託，沒有透過預算審查程序，用重劃基金裡超支併決算的方式，拿重劃基金買回土地，再以當期土地申報地價總額5%為租金額，出租給廟方，於2017年4月報審計處。廟宇遂得以保住的廟方則計畫先租後，日後再集結眾人之力籌募向市府標購土地。今址在甘州街52號。
地政局以此手法將賣出去的抵費地買回，遭議員李中批評是開了首次惡例。對此，市府地政局回應，何厝庄福德祠是當地信仰中心，市府為維護地方和諧，與得標人依《民法》合意解除契約，這兼顧法、理、情。
2018年，時任市長的林佳龍在主持西屯區地花博座談會上，將保持此廟完整，說是維護何厝、何福、何安里里民宗教信仰權益。同年10月2日，市政總質詢會議上，面對張立傑議員質詢，地政局長張治祥解釋因建築物未合法，不然縱使更改為寺廟專用區，福德祠也還無法成為公共建物，遂無法直接取得土地所有權，所以望廟方設法集資購買。